# Bogdan Sawicki (lekkoatleta)
Bogdan Sawicki (ur. 23 września 1991) – polski lekkoatleta, sprinter.